# المفسرون (رواية)
المفسرون (بالإنجليزية: The Interpreters) هي عمل روائي للكاتب النيجيري وولي سوينكا، الحائز على جائزة نوبل للآداب سنة 1986.نُشرت لأول مرة في لندن عن دار أندريه دويتش سنة 1965، ثم أُعيد نشرها لاحقًا ضمن سلسلة كتّاب أفريقيا الشهيرة التي أصدرتها دار هاينمان. ترجمها للعربية سعدي يوسف عن دار المدى للثقافة والنشر سنة 1998. تُعد هذه الرواية الأولى ومن بين ثلاث روايات فقط كتبها سوينكا، إذ يُعرف أساسًا ككاتب مسرحي. كُتبت الرواية باللغة الإنجليزية، ثم تُرجمت لاحقًا إلى عدد من اللغات.

## الحبكة
تدور أحداث الرواية في ستينيات القرن العشرين، في نيجيريا ما بعد الاستقلال وما قبل الحرب الأهلية، وتحديدًا في مدينة لاغوس. تضم الرواية خمسة شخصيات رئيسية: إغبو، الموظف في وزارة الخارجية؛ باندلي، أستاذ الجامعة؛ ساغوي، الصحفي؛ سيكوني، المهندس الذي تحول إلى نحات؛ وكولا، الفنان التشكيلي. كان هؤلاء الأصدقاء زملاء في المرحلة الثانوية، ثم سافروا إلى الخارج للدراسة، وعادوا بعدها ليشغلوا وظائف تنتمي إلى الطبقة المتوسطة في نيجيريا.

## الأسلوب
تبدو حبكة رواية المفسرون فوضوية إلى حد ما، إذ يعمد وولي سوينكا إلى الرجوع المستمر إلى أحداث ماضية، مما يتطلب جهدًا كبيرًا لفهم الشخصيات الرئيسية، لا سيما إغبو وساغوي. أما الشخصيات الأخرى (مثل أساتذة الجامعة، وأعضاء هيئة تحرير الصحيفة التي يعمل بها ساغوي) فقد قُدمت بشكل نمطي ومجتزأ، بما يتوافق تمامًا مع الصور النمطية السائدة في تلك الحقبة. ويُعزى ذلك إلى أن الرواية نُشرت في ستينيات القرن العشرين، أي بعد فترة وجيزة من استقلال عدد من الدول الإفريقية،وقد سعى سوينكا من خلالها إلى بناء سردية تتعارض مع تلك الصور النمطية التي كانت تهيمن عادة على الروايات ما بعد الاستعمارية. كما أن بنية الرواية نفسها تشكّل في نهاية المطاف تعليقًا على الأحداث التي تقع في حياة عدد من الشخصيات.

## التلقي النقدي
اعترض توماس لاسك، الكاتب في صحيفة نيويورك تايمز ، على البناء "المنتشر" للرواية. ومع ذلك، كانت مراجعته إيجابية، حيث أشادت بالجمع بين "المشاكل الجمالية والسياسية". تمت الإشارة إلى الرواية بأنها "صعبة" و"لم تحظ أبدًا بالاهتمام الذي تستحقه".
منذ صدورها سنة 1965 أثارت جدلًا نقديًّا حادًّا؛ فقد رأى بعض النقاد الغربيين، وعلى رأسهم توماس لاسك في نيويورك تايمز، أن بنيتها «مبعثرة» أو «متشعّبة»، وإنْ أقرّ في الوقت ذاته بأنّ الرواية تمزج «المشكلات الجمالية والسياسية» بمزجٍ «كلاسيكي تقريبًا». وفي مراجعات مبكرة أخرى شبَّه بعضُ المعلّقين أسلوبَ سوينكا بتقنيات جيمس جويس ووليم فوكنر، بينما عابت فئةٌ منهم غياب الحبكة التقليدية وما عدّوه «شططًا حداثيًّا».
بحلول أواخر السبعينيات، أخذت القراءة النقدية للرواية منحًى أشمل؛ فقد أكّد يوسطيس بالمر في دراسته *The Growth of the African Novel* أنّ «أيّ تحفُّظاتٍ حول بنية النص لا تُضعف قوّة هجائه اللاذع للمجتمع». ورأى بروس كينغ أنّ العمل يُجسّد مرحلة انتقالية من الواقعية الاجتماعية إلى الحداثة التجريبية في السرد الإفريقي، معتبرًا إياه أحد أكثر نصوص ستينيات نيجيريا طموحًا.
في الدراسات اللاحقة تطوّرت قراءة الرواية بوصفها نصًّا حداثيًّا رائدًا يحاور الأسطورة اليوروبية؛ فقد اقترح بن أوبومسيلو تحليلاً يربط بنية النص بأساطير الخَلْق اليوروبية وبـ«أسطورة يوليسيس» الجُويسيّة، مؤكدًا أنّ هذا الدمج يمنح السرد «وحدة عضوية جديدة ومعنىً أعمق». كما سلّطت دراسات أسلوبية حديثة الضوء على تعقيد التراكيب النحوية في النص، ووصفت بنيته بأنها «شبكة عنكبوتية» تتجاوز الخطّية الزمنية المعتادة.
وقد شهد العقدان الأخيران إعادةَ تقييمٍ أوسع للعمل؛ إذ تُصنّفه بعضُ الدراسات بوصفه «أوّل رواية حداثية أفريقية رفيعة»، فيما اعتبره نقاد بارزون مثل بيدون جييفو وسمون غيكندي نصًّا «صعبًا» لكنه حاسم لفهم مسار الرواية النيجيرية بعد الاستعمار.